# 豐塔納丹 (北卡羅萊納州)
豐塔納丹（英語：Fontana Dam）是一個位於美國北卡羅萊納州葛蘭姆縣的城鎮。

## 人口
根據2020年美國人口普查的數據，豐塔納丹的面積為1.62平方千米，皆為陸地。當地共有人口13人，而人口密度為每平方千米8人。